# Tobago
Tobago je drugi najveći otok države Trinidad i Tobago, a nalazi se sjeveroistočno od glavnog otoka Trinidada, između Karipskoga mora i Atlantskoga oceana.
Tobago ima površinu od 300 četvornih kilometara, dug je 42 km, a širok 10 km. Ima oko 56,000 stanovnika. Glavni grad je Scarborough, s oko 17.000 stanovnika.
Klima je tropska.

## Povijest
Tobago je otkrio Kristofor Kolumbo 1498.,a kolonizirali su ga Španjolci. U kasnijim godinama otok je često mijenjao vlasnike, među ostalima, njime su vladali: Nizozemska, Francuska, Švedska (do 1733.), kada su ga osvojili Britanci.
Od 1888. pripojen je britanskoj koloniji Trinidad, od koje se više nije razdvajao.